# Daúd Gazale
Daúd Gazale, född 10 augusti 1984 i Concepción, är en chilensk fotbollsspelare.
Gazale började spela fotboll i Huachipato, men debuterade inte för något A-lag förrän säsongen 2005 (då med Deportes Concepción).
Hans spel i Deportes Concepción väckte Marcelo Bielsas intresse för att få med honom i det chilenska landslaget. En kort tid efter landslagsdebuten köptes han upp av Colo-Colo.